# Gare d’Annappes
Gare d’Annappes vasútállomás Franciaországban, Villeneuve-d’Ascq  településen.

## Vasútvonalak
Az állomást az alábbi vasútvonalak érintik:
- Fives-Baisieux-vasútvonal

## Kapcsolódó állomások
A vasútállomáshoz az alábbi állomások vannak a legközelebb:
- Gare de Pont-de-Bois
- Gare d’Ascq